# 自動簽名機

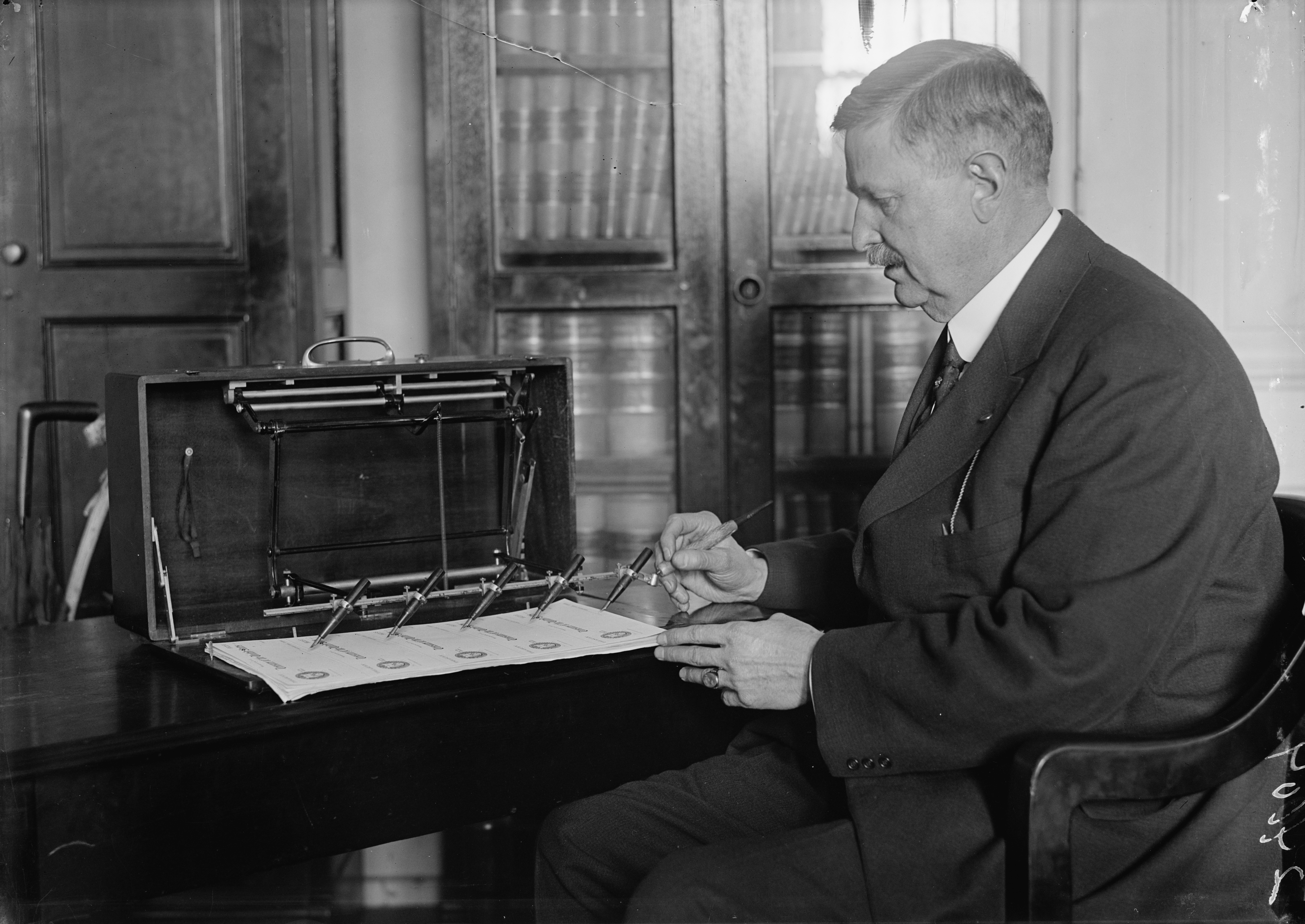
1918年的自動簽名機

自動簽名機是一種複製人類簽名的機器，只要設定簽名的樣式，這種機器便能使用筆，仿照該人的簽名樣式，寫出相同的簽名。

## 簡史
最早的自動簽名機於十九世紀初在美國出現，美國總統一直是自動簽名機的主要使用者，第三任美國總統托马斯·杰斐逊是第一位使用自動簽名機簽署文件的國家元首，但過往只用於簽署較不重要的文書，如賀卡及禮節性的信件，沒有用於簽署如法案等重要法律文件，直至第44任總統奧巴馬在2011年5月出訪法國期間，美國國會通過《美國愛國者法案》續期4年，由於《美國憲法》規定法案在國會通過後，必須送呈總統核准和簽署才能成為法律，但他當時不能立即返回美國簽署，即使由專人把法案從美國帶到法國，他也來不及簽署，為了避免法案的效力因地域而發生延誤，奧巴馬在法國看過法案的內容後，便授權幕僚使用自動簽名機為他代簽，使法案的效力得以不間斷延續，奧巴馬成為第一位使用自動簽名機簽署法案的總統。不過在2025年3月時任總統特朗普卻宣稱前一任總統拜登使用自動簽名機簽署的法案無效，引發自動簽名機對簽署法案的效力爭議，美聯社報導指目前美國並沒有為總統使用自動簽名機訂立法律規範。